# Bernd Schneider (autóversenyző)
Bernd Schneider (St. Ingbert, 1964. július 20. –) német autóversenyző.

## Pályafutása

### Kezdetek
Nevét a németek legendás versenyzőjéről, Bernd Rosemeyer-ről kapta, aki a 30-as években ért el jelentős sikereket a Grand Prix versenyeken.
1980-ban megnyerte hazája gokart-bajnokságát, majd 1982-ben az európai, 1983-ban pedig az afrikai gokart-versenyeken volt sikeres. 1983-ban és 1984-ben a német Formula–Fordban szerepelt, majd az ezt követő két évben a német Formula–3-as bajnokságban vett részt. 1987-ben a német Formula–3-as sorozat bajnoka lett.

### Formula–1
1988-ban a német Zakspeed csapatával debütált a Formula–1-ben. Első évében mindössze hat versenyen érte el az induláshoz szükséges limitet. Legjobb eredményét a német nagydíjon érte el, amikor is a tizenkettedik helyen ért célba. A 89-es szezonban két futamon kvalifikálta magát, és mind a két alkalommal kiesett. 1990-ben a Footwork Arrows alakulatával két versenyen szerepelt. Az amerikai nagydíjon tizenkettedik lett, míg Spanyolországban nem kvalifikálta magát a futamra.

### Német túraautó-bajnokság

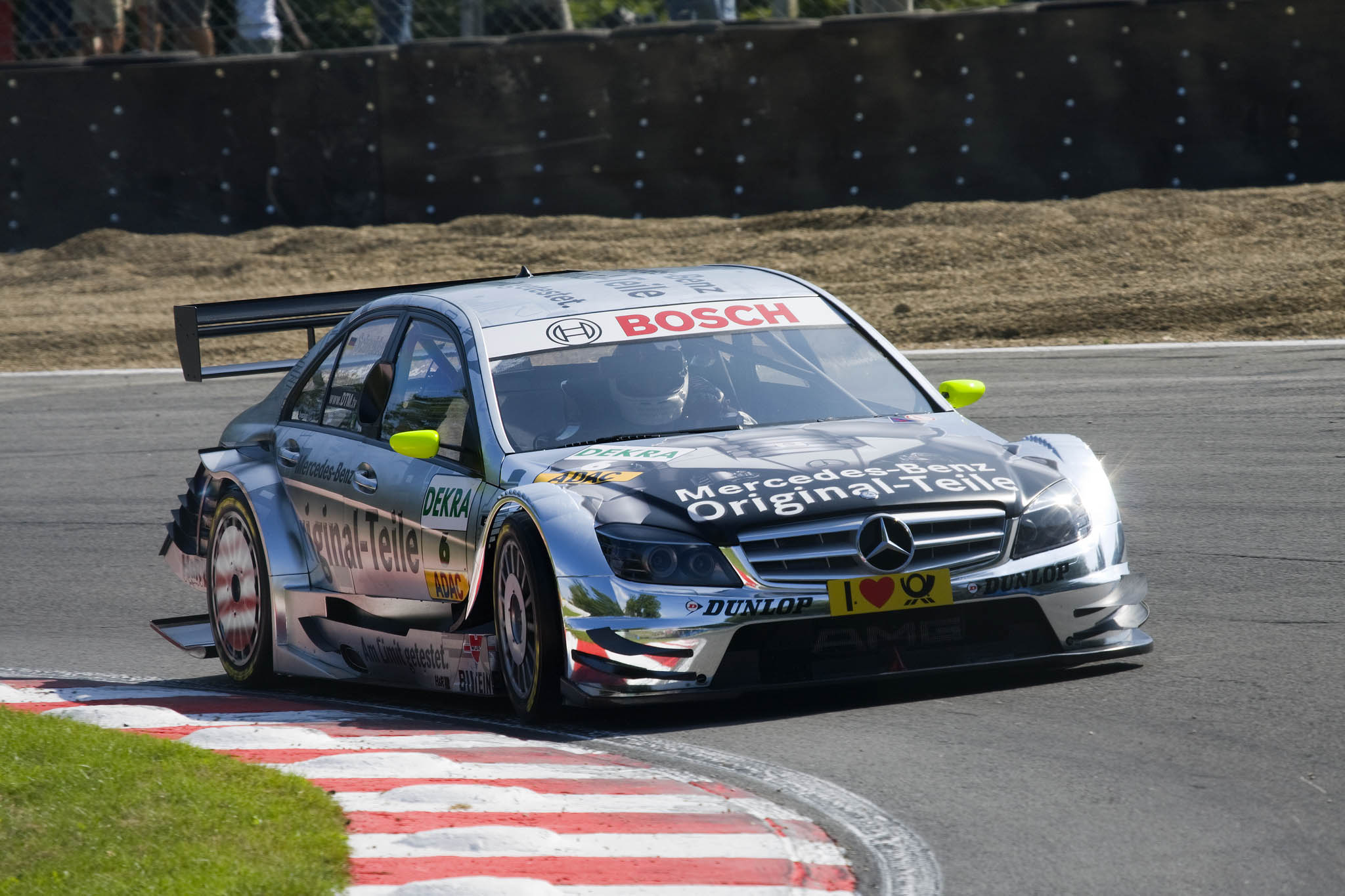
2008-ban a német túraautó-bajnokság egy futamán

Először 1992 és 1995 között szerepelt a német túraautó-bajnokságban. A 92-es szezonban a harmadik helyen zárt. 1993-ban újfent harmadik lett, 94-ben pedig a tizedik. 1995-ben megnyerte az év végén megszűnő sorozatot.
1996-tól 2000-ig több túraautó-bajnokság futamán vett részt. 1997-ben az FIA GT-sorozat bajnoka volt.
2000-től 2008-as visszavonulásáig az újraindított német túraautó-bajnokságban szerepelt. Ez időszak alatt négyszer (2000, 2001, 2003, 2006) nyerte meg a bajnokságot.

## Magánélete
Schneider Monte-Carlóban él élettársával, Svenjával és lányukkal, Lilly-Sophie-val. Előző házasságából két gyermeke született, Lisa-Marie és Luca Maximilian.

## Eredményei

### Teljes Formula–1-es eredménysorozata
(Táblázat értelmezése)

(Félkövér: pole-pozícióból indult; dőlt: leggyorsabb kört futott) 

| Év   | Csapat                 | Modell       | Motor               | 1      | 2      | 3      | 4      | 5      | 6      | 7      | 8      | 9      | 10     | 11     | 12     | 13     | 14     | 15     | 16     | Helyezés | Pont |
| ---- | ---------------------- | ------------ | ------------------- | ------ | ------ | ------ | ------ | ------ | ------ | ------ | ------ | ------ | ------ | ------ | ------ | ------ | ------ | ------ | ------ | -------- | ---- |
| 1988 | West Zakspeed Racing   | Zakspeed 881 | Zakspeed Straight-4 | BRA Nk | SMR Nk | MON Nk | MEX Ki | CAN Nk | DET Nk | FRA Ki | GBR Nk | GER 12 | HUN Nk | BEL 13 | ITA Ki | POR Nk | ESP Nk | JPN Ki | AUS Nk | -        | 0    |
| 1989 | West Zakspeed Racing   | Zakspeed 891 | Yamaha V8           | BRA Ki | SMR Nk | MON Nk | MEX Nk | USA Nk | CAN Nk | FRA Nk | GBR Nk | GER Nk | HUN Nk | BEL Nk | ITA Nk | POR Nk | ESP Nk | JPN Ki | AUS Nk | -        | 0    |
| 1990 | Footwork Arrows Racing | Arrows A11   | Cosworth V8         | USA 12 | BRA    | SMR    | MON    | CAN    | MEX    | FRA    | GBR    | GER    | HUN    | BEL    | ITA    | POR    |        |        |        | -        | 0    |
| 1990 | Footwork Arrows Racing | Arrows A11B  | Cosworth V8         |        |        |        |        |        |        |        |        |        |        |        |        |        | ESP Nk | JPN    | AUS    | -        | 0    |

### Le Mans-i 24 órás autóverseny
| Év   | Csapat            | Autó                 | Csapattárs      | Csapattárs   | Helyezés |
| ---- | ----------------- | -------------------- | --------------- | ------------ | -------- |
| 1991 | Konrad Motorsport | Porsche 962C         | Henri Pescarolo | Louis Krages | Kiesett  |
| 1998 | AMG-Mercedes      | Mercedes-Benz CLK-LM | Klaus Ludwig    | Mark Webber  | Kiesett  |
| 1999 | AMG-Mercedes      | Mercedes-Benz CLR    | Franck Lagorce  | Pedro Lamy   | Kiesett  |

## Fordítás
- Ez a szócikk részben vagy egészben  a   Bernd Schneider (racing driver) című angol Wikipédia-szócikk fordításán alapul.  Az eredeti cikk szerkesztőit annak laptörténete sorolja fel. Ez a jelzés csupán a megfogalmazás eredetét és a szerzői jogokat jelzi, nem szolgál a cikkben szereplő információk forrásmegjelöléseként.